# Camera - Centro Italiano per la Fotografia
CAMERA – Centro Italiano per la Fotografia è uno spazio espositivo dedicato alla fotografia con sede a Torino. Inaugurato nel 2015, il centro ospita mostre e attività di educazione e ricerca per la valorizzazione del patrimonio fotografico nazionale e internazionale.

## Storia della Fondazione
Ospitato nell'isolato di Santa Pelagia, in Via delle Rosine 18, il progetto di CAMERA si è concretizzato con l’apertura al pubblico il 1º ottobre 2015 sotto la direzione di Lorenza Bravetta. Tra i Soci Fondatori ci sono Magnum Photos, Intesa Sanpaolo e Eni. Dal 2016 la direzione della Fondazione è stata affidata al critico d’arte italiano Walter Guadagnini. 

## Le mostre
Il centro espositivo ha prodotto e ospitato numerose mostre fotografiche, tra le quali le personali di Ai Weiwei, Mario Cresci, Erik Kessels, Carlo Mollino, Sandy Skoglund, Man Ray, Paolo Ventura ed esposizioni collettive come Paparazzi, L’Italia di Magnum, Camera Pop, l’Archivio Publifoto Intesa Sanpaolo, la collezione Bertero e la collezione Thomas Walther del Museum of Modern Art, New York.

## Formazione
Ogni anno il centro organizza, in collaborazione con  International Center of Photography (ICP) di New York, una Masterclass in Visual Storytelling. Propone corsi di fotografia e workshop oltre ad attività educative rivolte esclusivamente alle scuole. Dal 2018, CAMERA partecipa al programma europeo Futures Photography (EPP – European Photography Platform), una piattaforma sostenuta dall’Unione Europea focalizzata sul supporto di autori emergenti oltre i confini nazionali, selezionando giovani talenti della fotografia contemporanea.

## Archivi
CAMERA è impegnata nella valorizzazione del patrimonio fotografico italiano insieme al Ministero della cultura, attraverso il progetto “Censimento della raccolte fotografiche in Italia”, una mappatura degli archivi fotografici sul territorio nazionale attraverso un portale dedicato.